# Balatoncsicsó
Balatoncsicsó (németül: Schitzenhofen) község Veszprém vármegyében, a Balatonfüredi járásban. 

## Fekvése

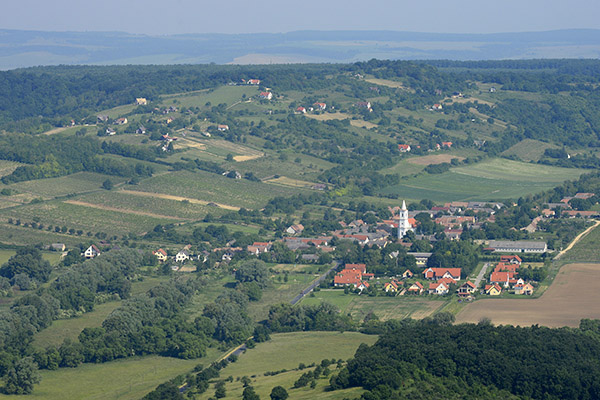
Balatoncsicsó látképe légi fotón

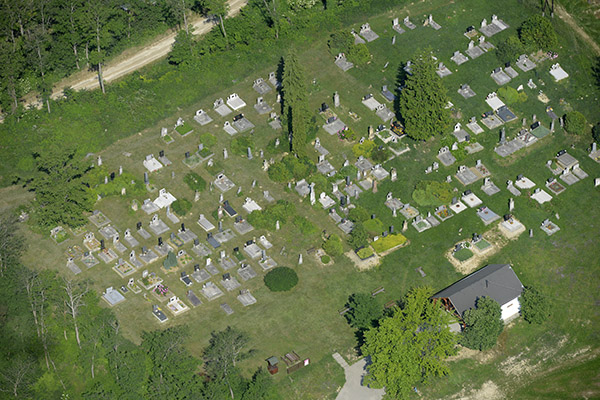
Balatoncsicsó, temető a levegőből

A Balatontól 8 kilométerre, a Nivegy-völgyben fekszik. A völgy szerkezetileg a Balaton-felvidék Balatonfüred és Badacsony közti szakaszára jellemző, a tóparti hegysor mögött kialakult márgás kőzetű medencék egyike. Említik Csicsói-medence néven is.
A szomszédos települések: Szentjakabfa (1,3 kilométerre), Szentantalfa (2 kilométerre), Óbudavár (3 kilométerre), Monoszló (4 kilométerre), Kapolcs (9 kilométerre). A közeli városok közül Tapolcától és Balatonfüredtől is mintegy 25 kilométer választja el.
Balatoncsicsó különleges terület-elrendeződésű település abban az értelemben, hogy közigazgatási területe két, egymással nem érintkező és nagyságrendileg hasonló méretű területrészből áll. A belterületét is magában foglaló területrész északnyugaton, csúcspontosan Kapolcs területével, míg az exklávé jellegű, attól délkeletre fekvő községi terület hasonló módon Balatonakalival határos, s a két határosként említett település közúton mért távolsága több mint 15 kilométer.

### Megközelítése
A település a 71-es vagy a 77-es főutak felől közelíthető meg, előbbiről Zánkán kell letérni a 7313-as, majd a 7312-es útra, utóbbiról pedig Nagyvázsonynál szintén a 7312-esre. Ez utóbbi út azonban csak érinti a község területét, központja közúton kizárólag a 73 117-es számú mellékúton érhető el, amely Szentantalfa északi határában kezdődik és alig másfél kilométerrel arrébb, Óbudavártól délre vissza is torkollik a 7312-es útba.

## Története
A település Szent István magyar király korától az 1950-es megyerendezésig Zala vármegyéhez tartozott.
A fennmaradt iratok közül neve (Chychow) egy 1272-esben szerepel először. 
Területén az Árpád korban Ároktő, Herend, Szentbereckfa és Szent Balázs-falva települések feküdtek. Akkor a teljes völgy királyi birtok volt, királyi népekkel. Ebből a korból legjobb állapotban a Szentbalázs-dűlőben lévő 13. századi román stílusú, de a 14. században gótikus stílusban átépített templom romjai maradtak fenn. A templomromokat 2001-2002-ben részlegesen felújították. . 
1526 után a törökök e települést is elfoglalták. Lakói az 1600-as évektől református hitre tértek. 
1754-ben német/frank telepesek újraalapították a falut. Mai Szent Ágoston-templomát 1778-ban építették; plébániahivatala fíliaközpontként működött (1984-ben Óbudavár, Szentantalfa, Szentjakabfa és Tagyon voltak a fíliái). 
A település címere1996-ban készült el; a településen élő Szlávics Alexa képzőművész tervezte az Önkormányzat megbízásából.

## Közélete

### Polgármesterei
- 1990–1994: Schumacher József (független)[4]
- 1994–1998: Schumacher József (független)[5]
- 1998–2002: Schumacher József (független)[6]
- 2002–2006: Schumacher József Pál (független német kisebbségi)[7]
- 2006–2010: Schumacher József Pál (független)[8]
- 2010–2014: Schumacher József Pál (független)[9]
- 2014–2019: Schumacher József Pál (független)[10]
- 2019–2024: Schumacher József Pál (független)[11]
- 2024– : Antmann József (független)[1]

## Demográfiai adatok
- Az 1840. évi népszámláláskor összesen 1031 lakosa volt, ebből 946 római katolikus, 27 izraelita, 58 egyéb vallású.
- Az 1910. évi népszámláláskor összesen 464 lakosa volt, ebből 456 római katolikus, 1 evangélikus, 2 református, 5 izraelita.
- Az 1940. évi népszámláláskor összesen 450 lakosa volt, ebből 444 római katolikus, 4 evangélikus, 2 izraelita.
- Az 1948. évi népszámláláskor összesen 448 lakosa volt, ebből 445 római katolikus, 3 egyéb (a római katolikus általános iskolát 207 tanuló látogatta).
- Az 1983. évi népszámláláskor összesen 249 lakosa volt, ebből 230 római katolikus.
- Az 1990. évi népszámláláskor összesen 186 lakosa volt.

| Lakosok száma | 214  | 217  | 220  | 233  | 245  | 261  | 297  |
|               | 2013 | 2014 | 2015 | 2021 | 2022 | 2023 | 2024 |

A 2011-es népszámlálás idején a lakosok 91,8%-a magyarnak, 41,5% németnek, 0,5% bolgárnak, 0,5% szerbnek mondta magát (7,7% nem nyilatkozott; a kettős identitások miatt a végösszeg nagyobb lehet 100%-nál). A vallási megoszlás a következő volt: római katolikus 62,8%, református 3,9%, evangélikus 1,4%, görögkatolikus 0,5%, felekezeten kívüli 6,8% (21,3% nem nyilatkozott).
2022-ben a lakosság 91,4%-a vallotta magát magyarnak, 23,7% németnek, 0,8% ukránnak, 4,5% egyéb, nem hazai nemzetiségűnek (8,2% nem nyilatkozott; a kettős identitások miatt a végösszeg nagyobb lehet 100%-nál). Vallásuk szerint 38% volt római katolikus, 4,1% református, 2% görög katolikus, 0,4% evangélikus, 0,8% egyéb keresztény, 12,2% felekezeten kívüli (42,4% nem válaszolt).

## Neves személyek
- Itt született 1769-ben Horváth János székesfehérvári püspök, titkos tanácsos, a Magyar Tudományos Akadémia tiszteleti tagja.

## Képgaléria

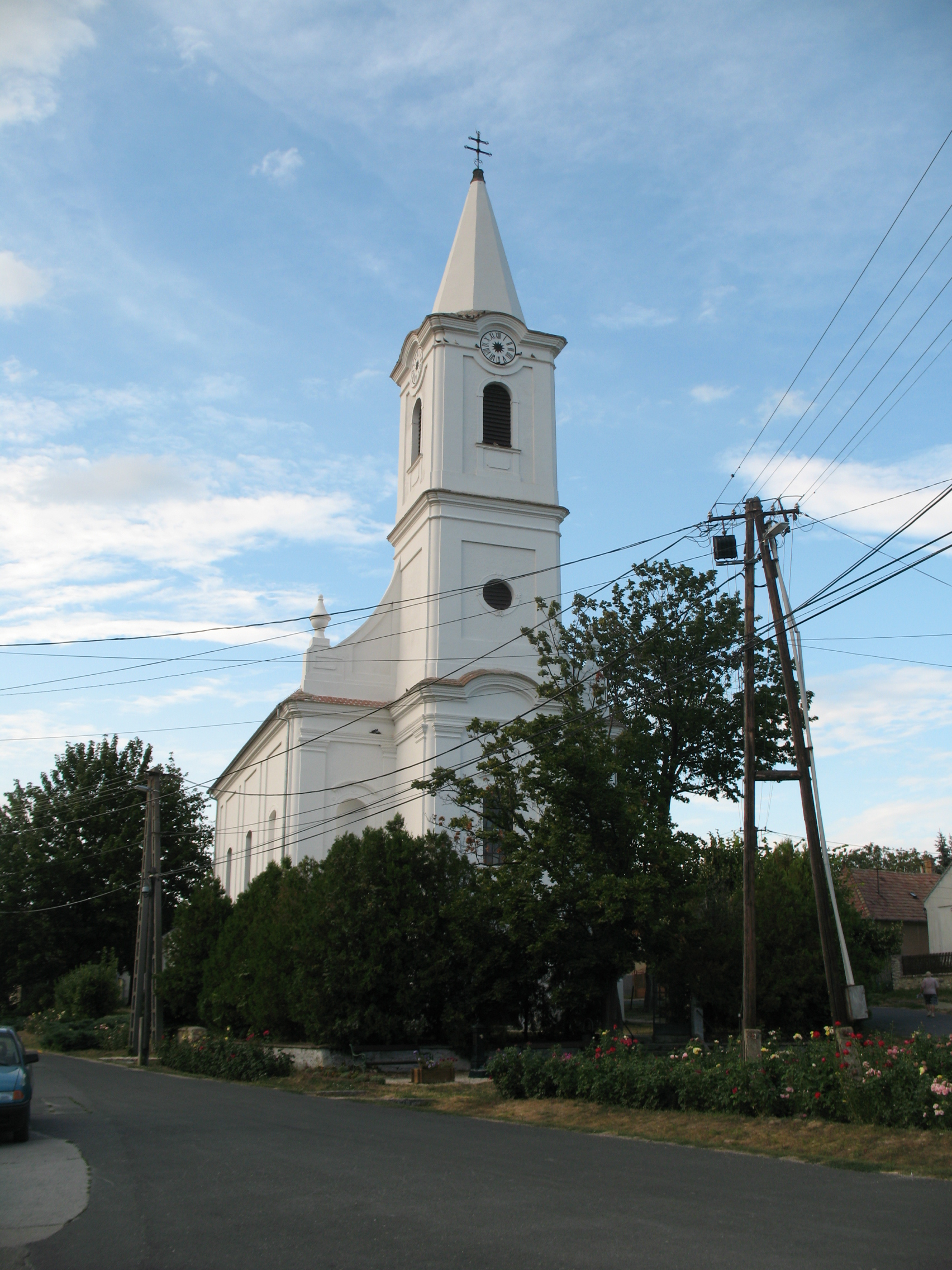
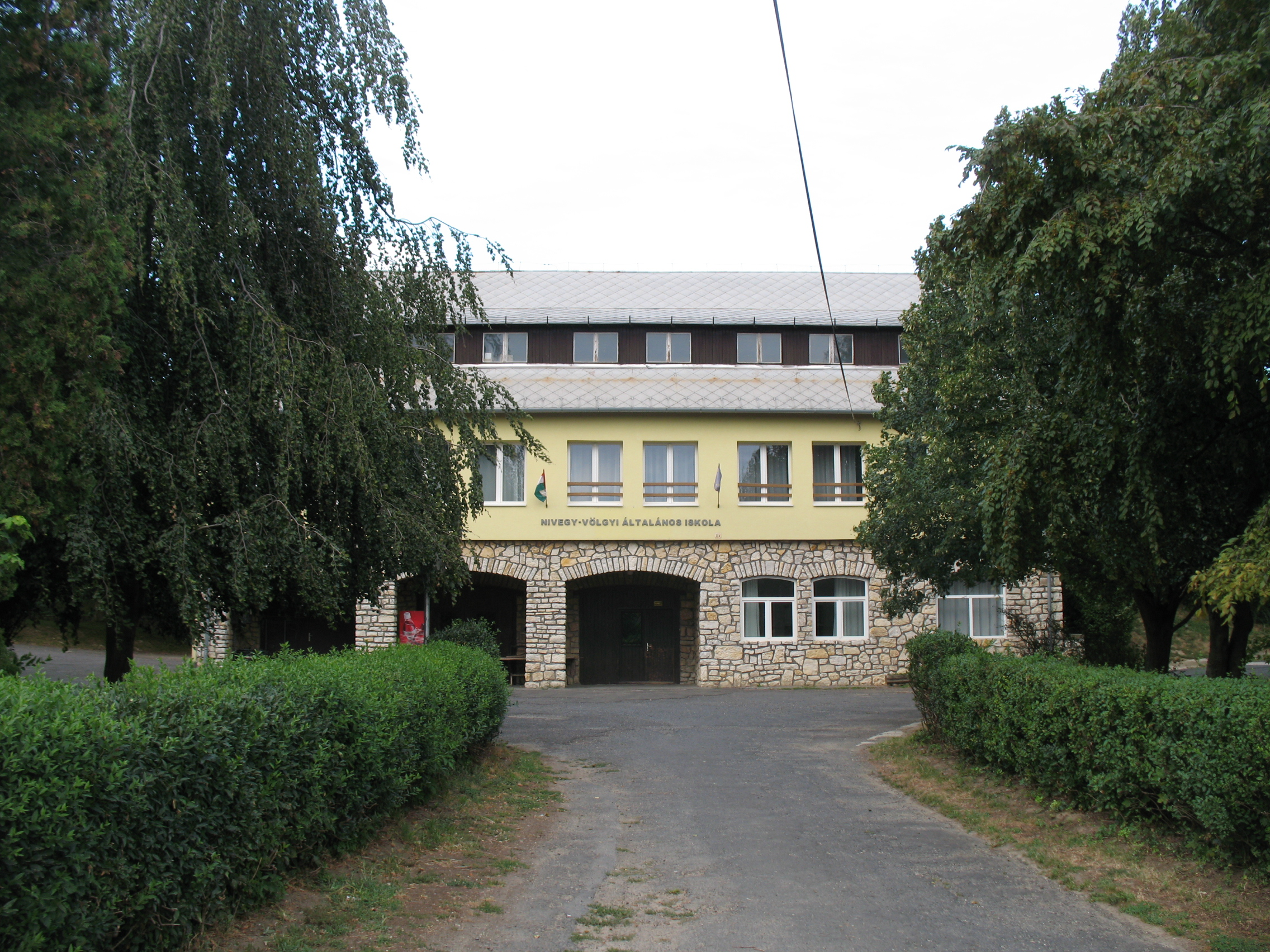
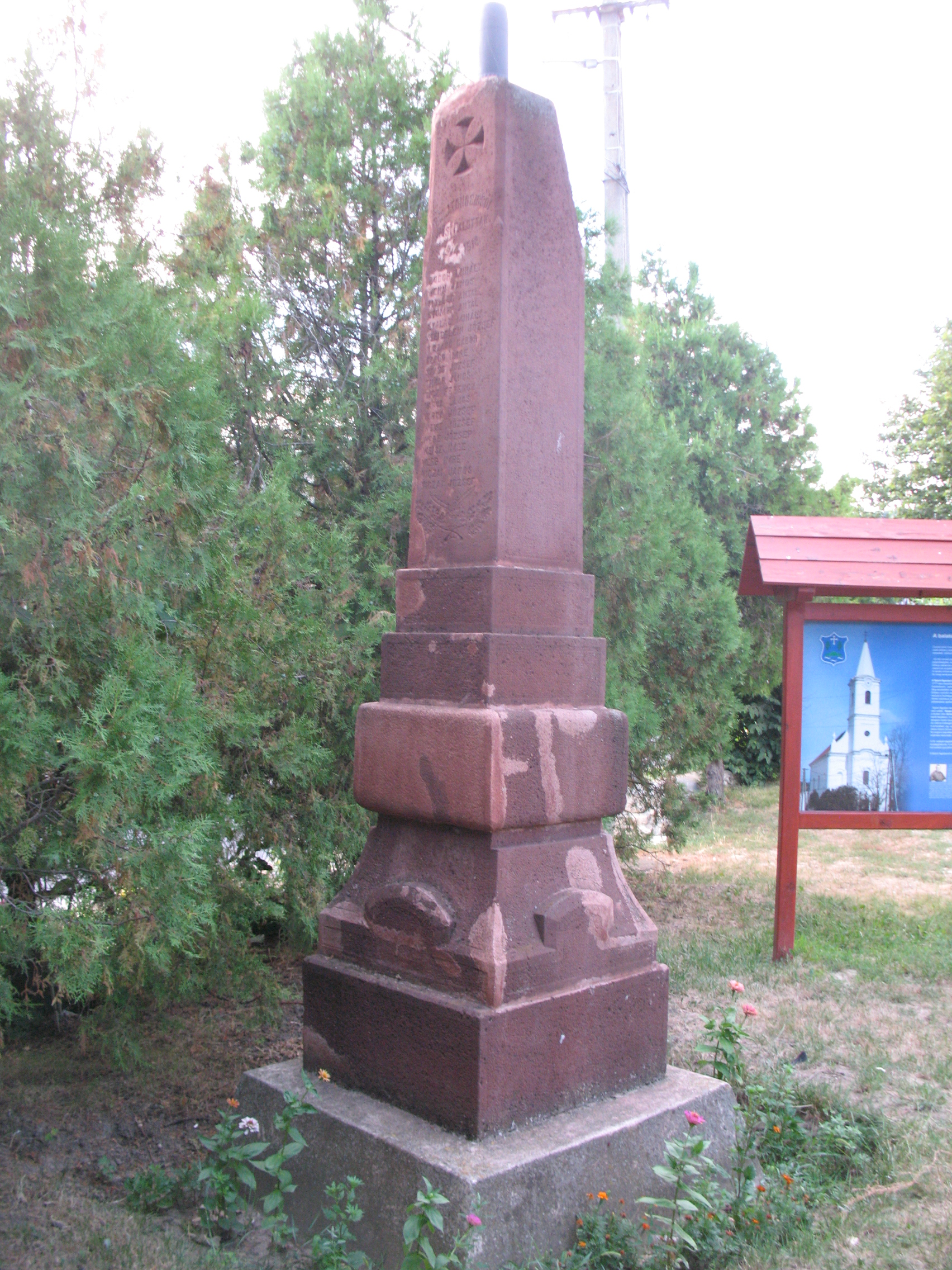
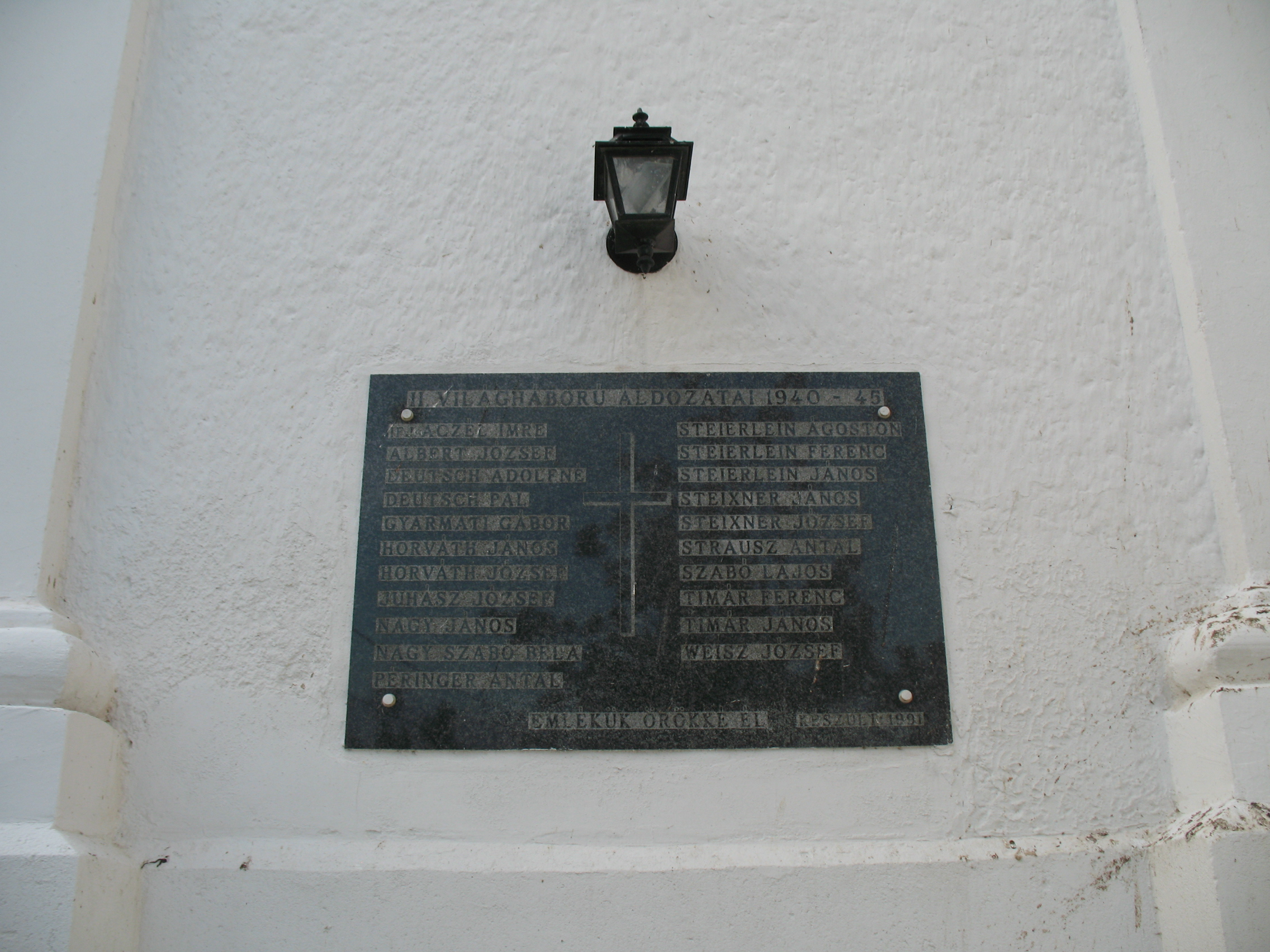
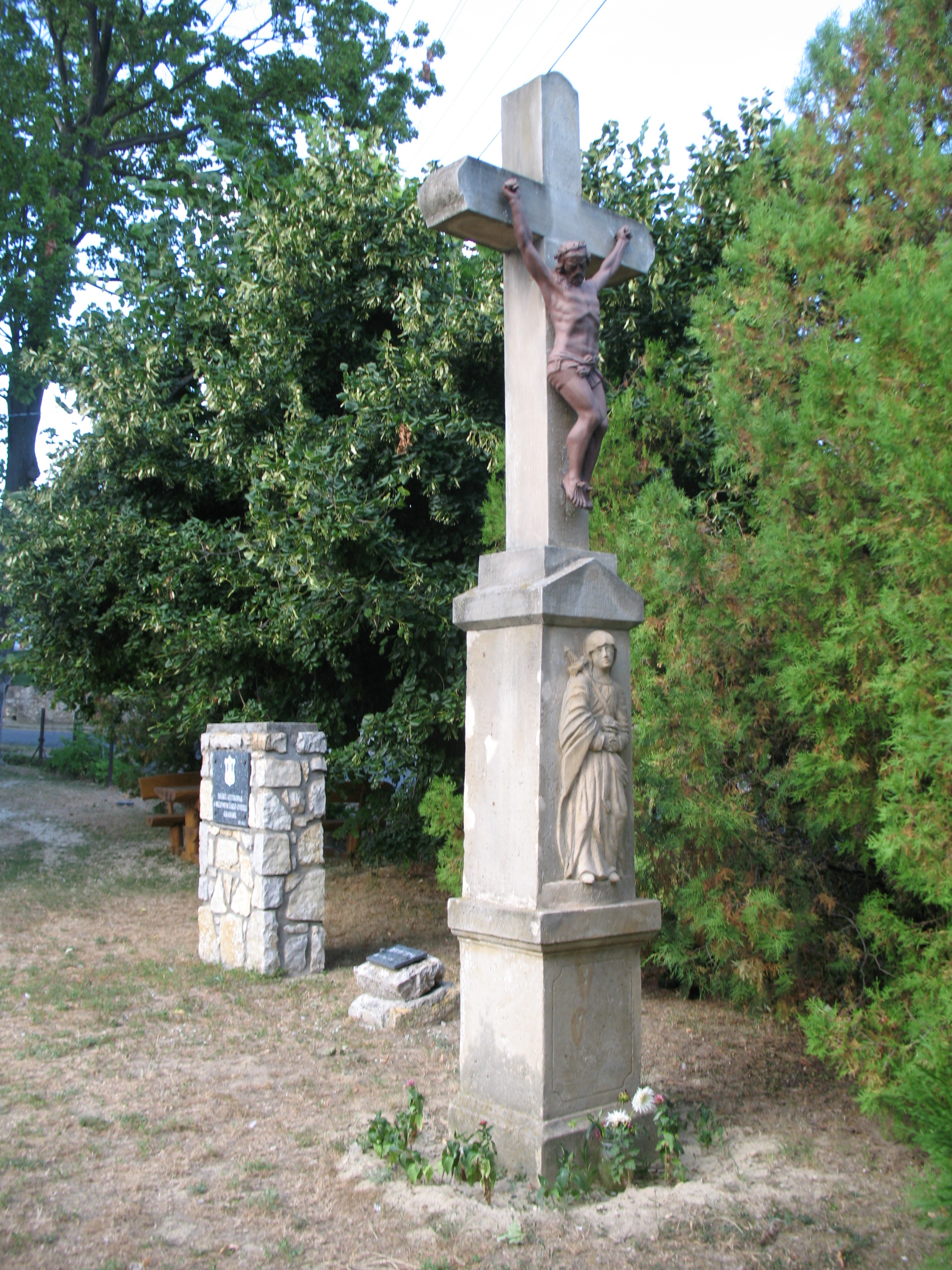
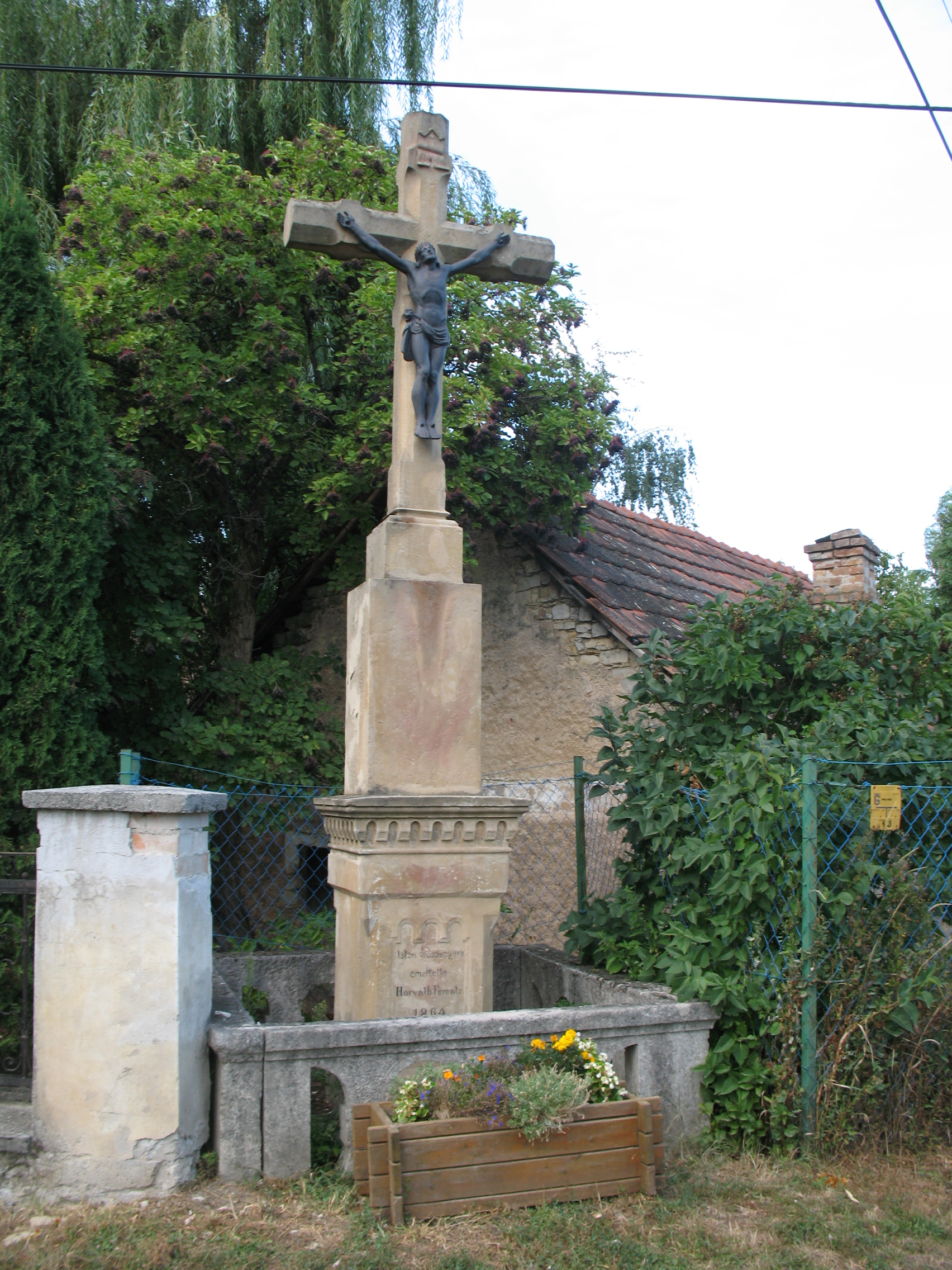
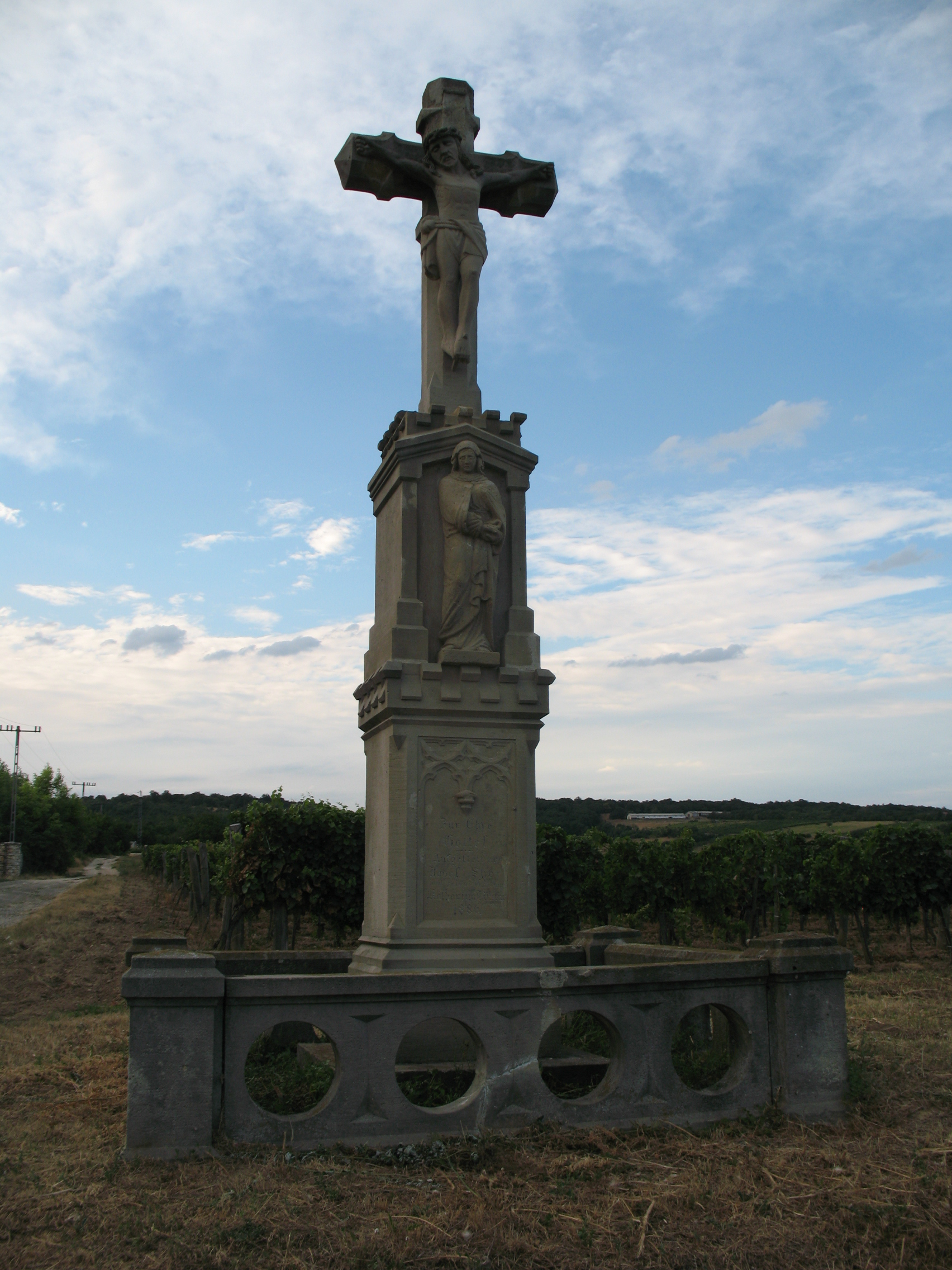
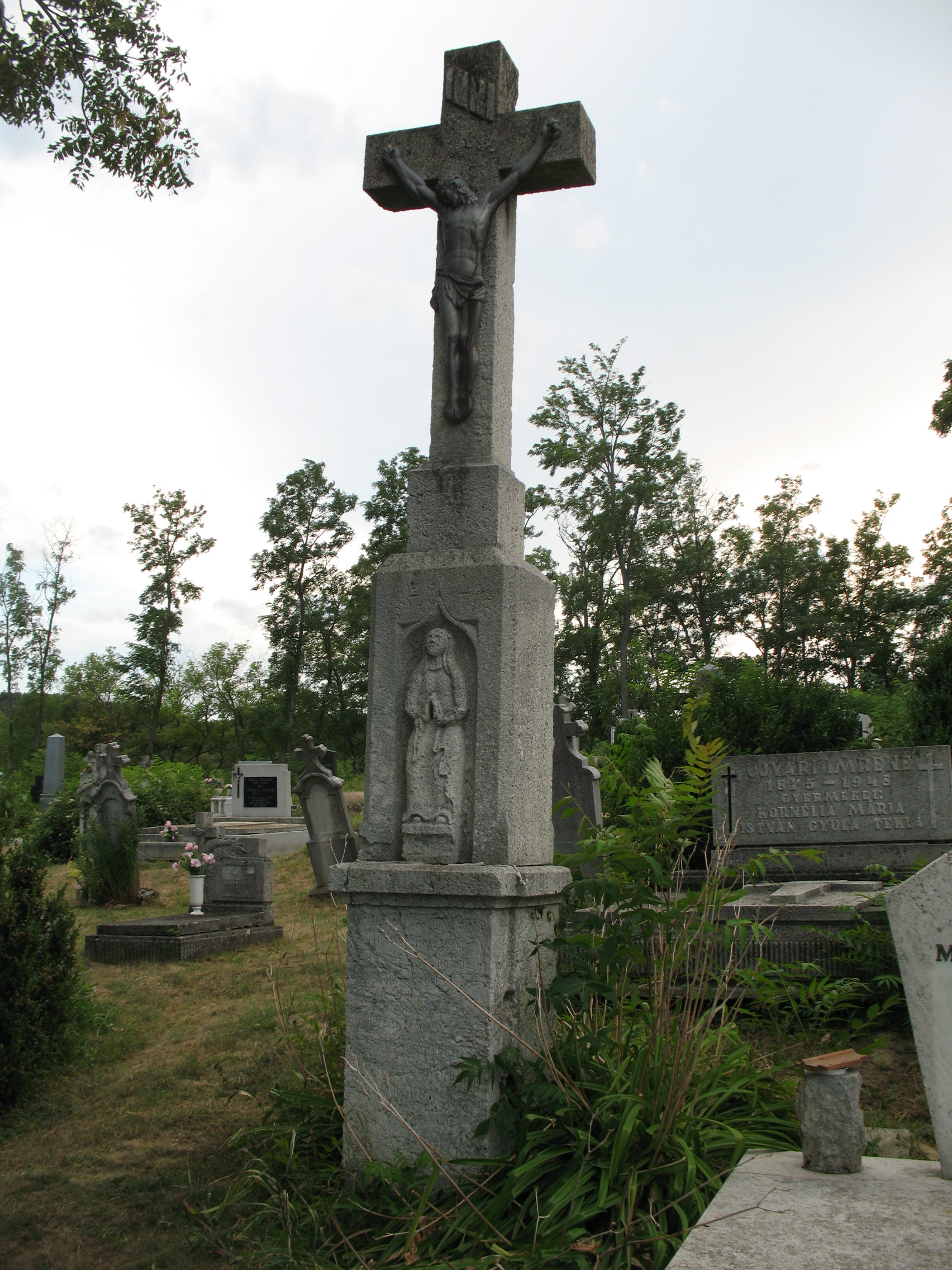
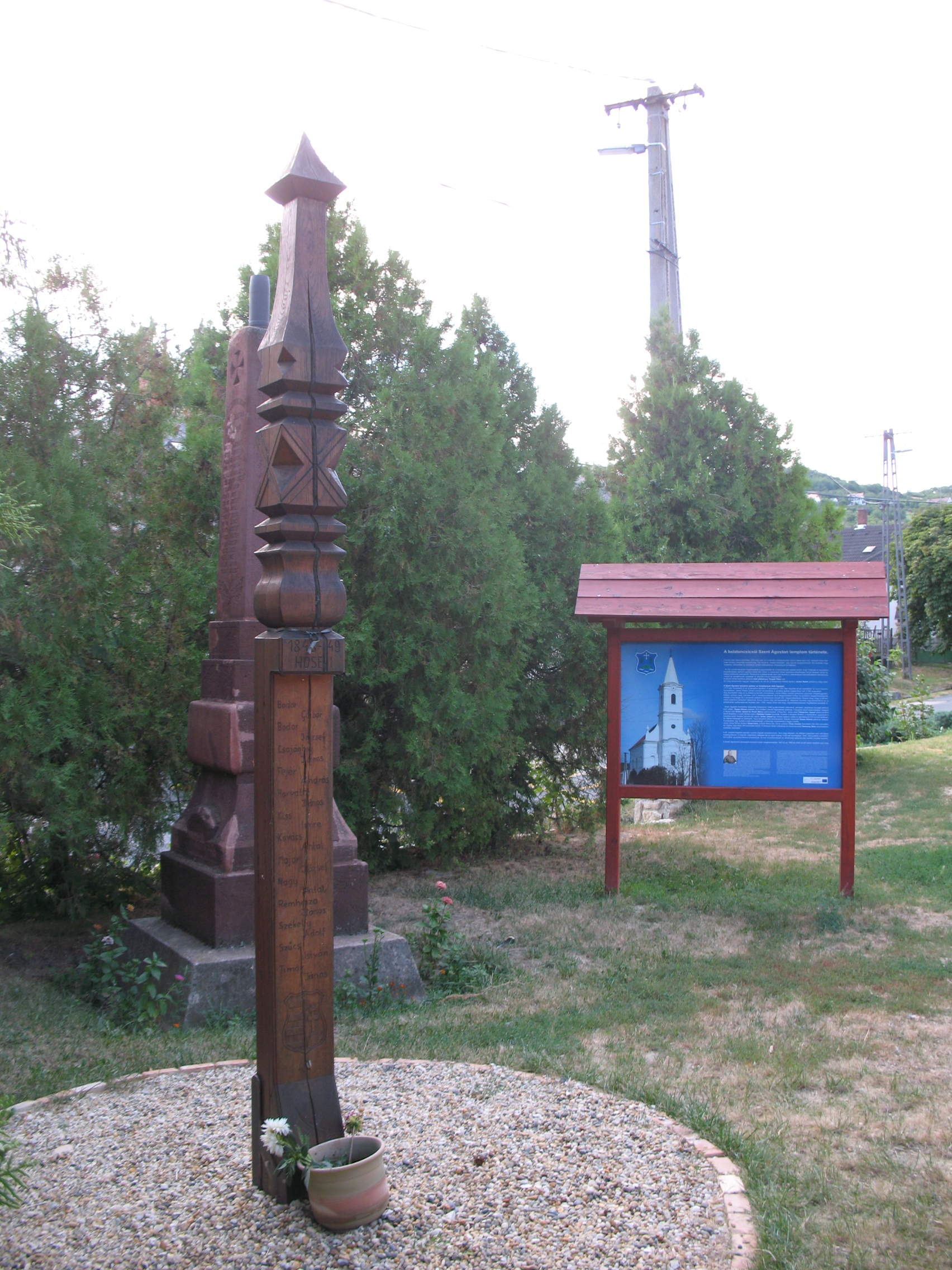
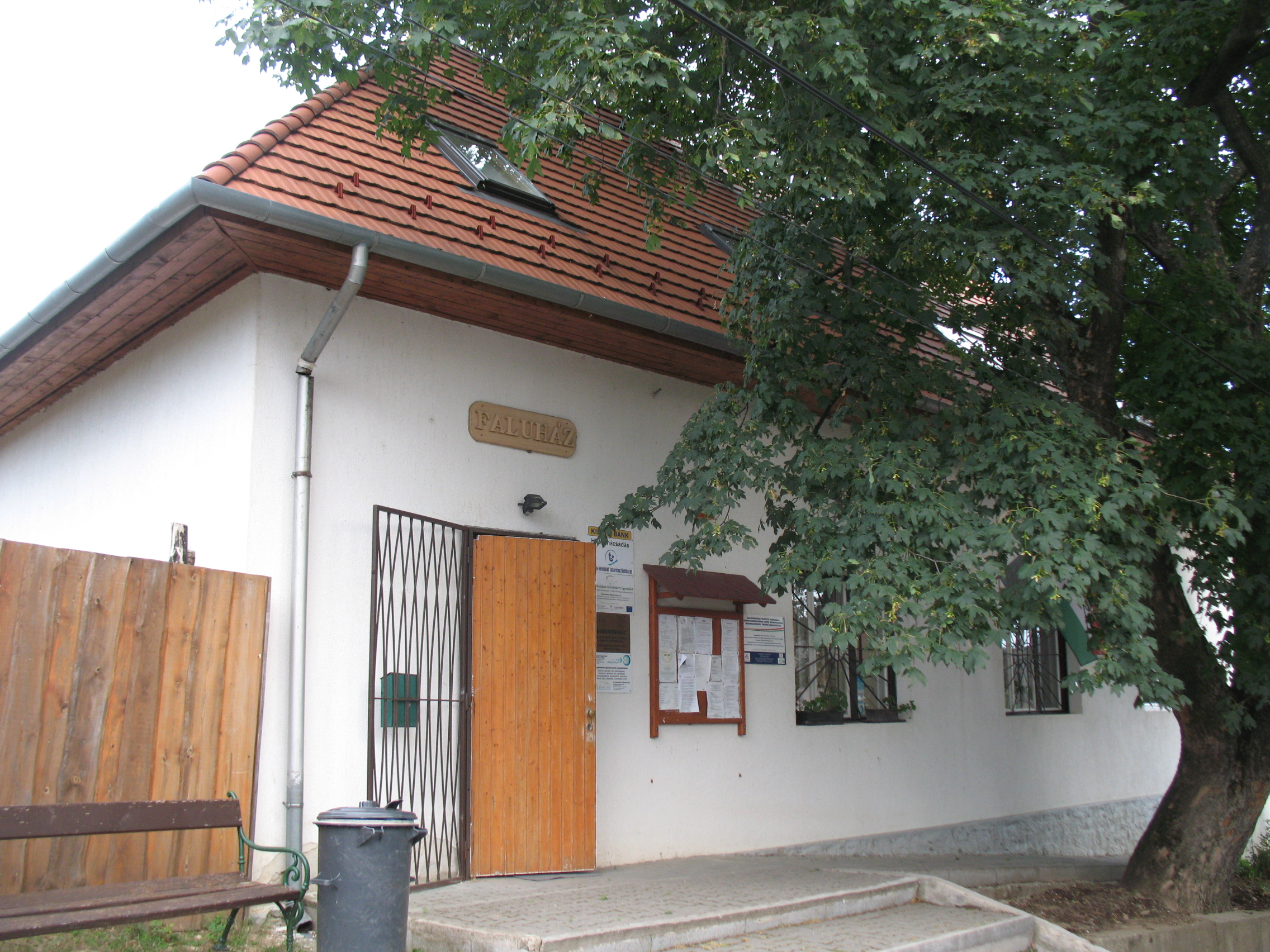
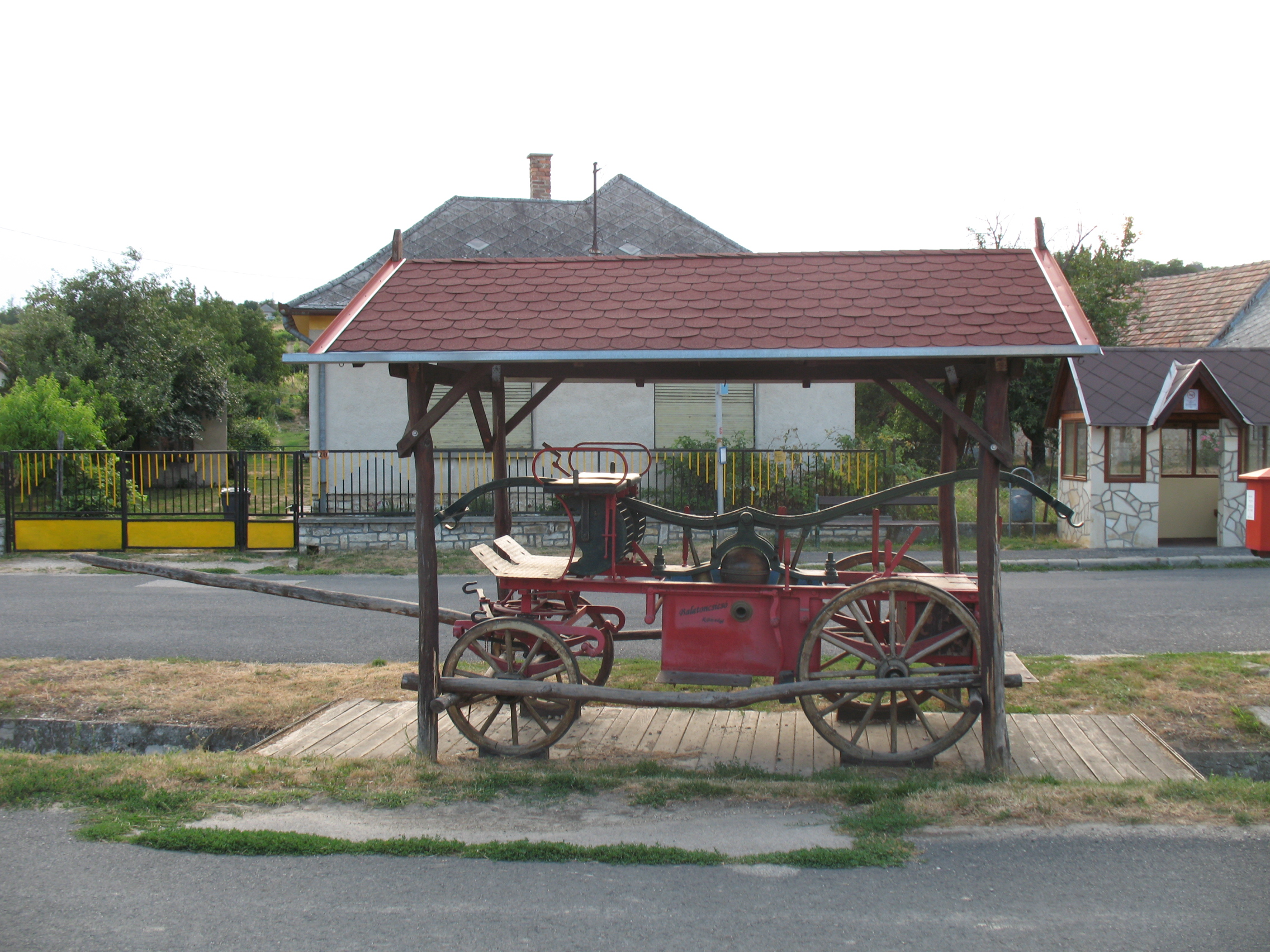
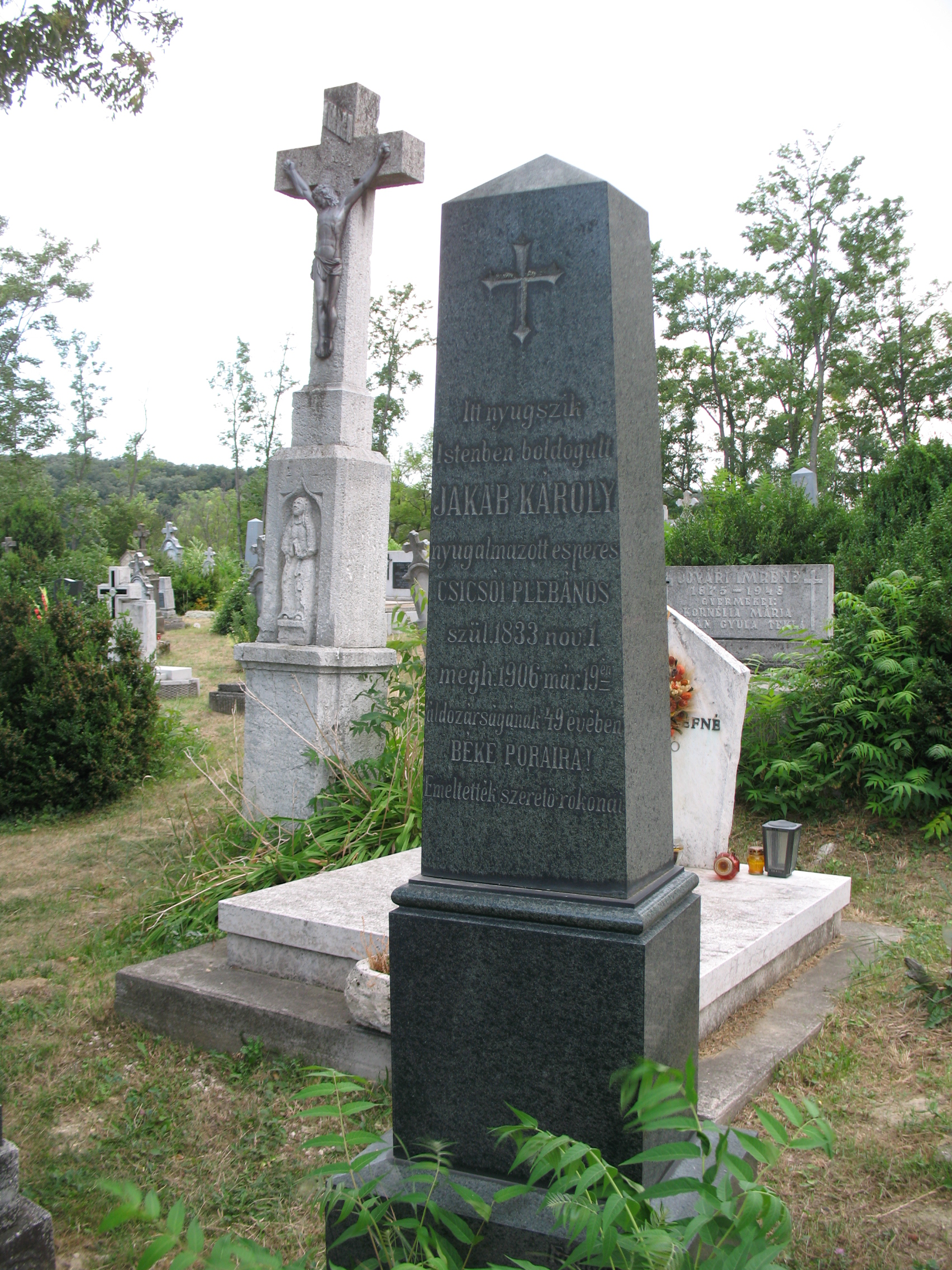
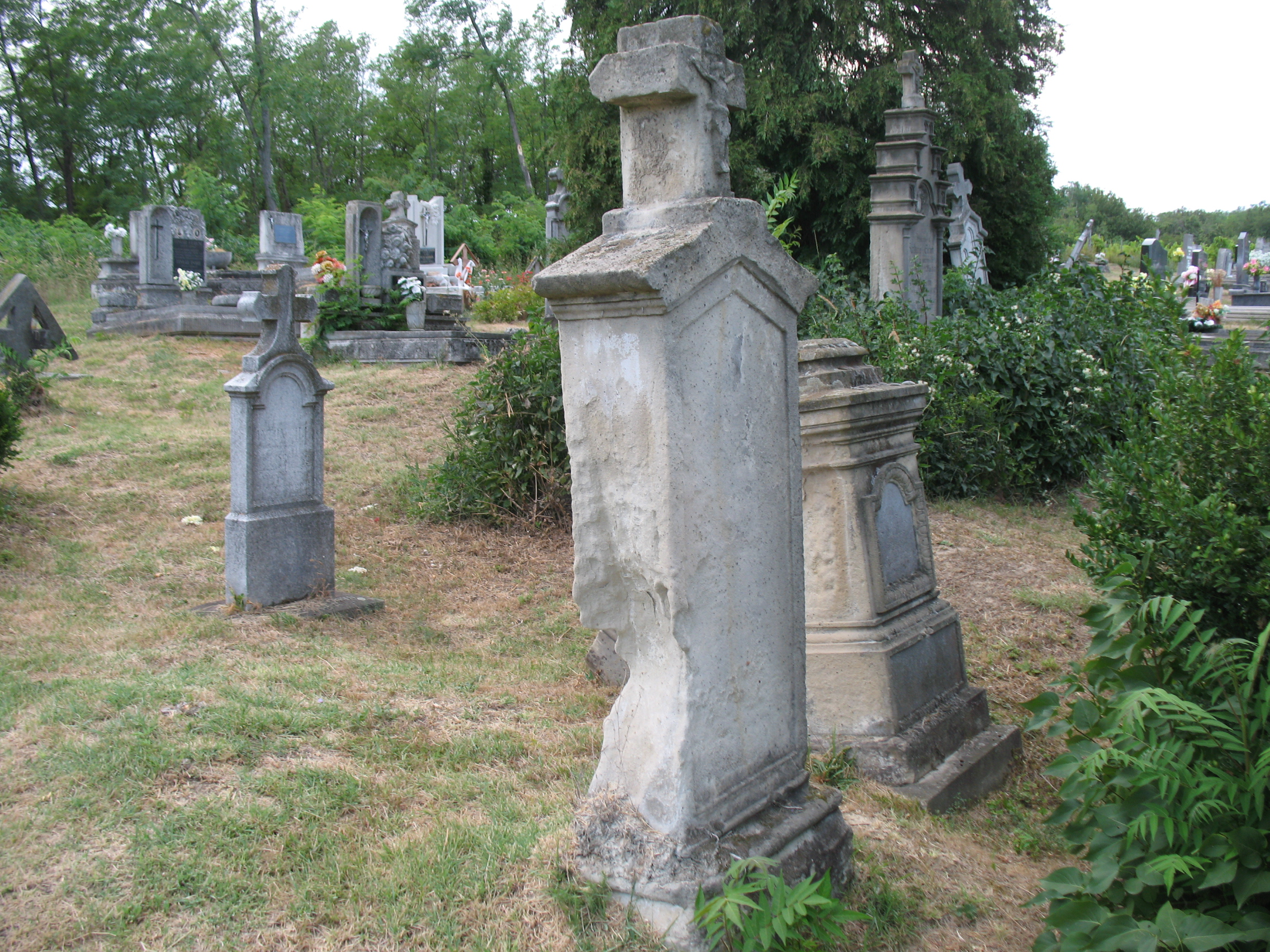

## Nevezetességei
- Ároktői templomrom
- Szent Balázs-hegyi templomrom
- Balaton-felvidéki Erdei Iskola
- Csicsói kerámia - Fazekasház és Galéria  Archiválva 2020. július 30-i dátummal a Wayback Machine-ben

## Régi mondások, falucsúfolók a településről
- Csicsóba nincs hele a Jézusnak. [Utalás arra, hogy a községben a lakott területen kívül van a kereszt.][14]